# Plesiomma
Plesiomma is een vliegengeslacht uit de familie van de roofvliegen (Asilidae).

## Soorten
- P. angustum (Macquart, 1848)
- P. atrum Bromley, 1929
- P. caedens (Wiedemann, 1828)
- P. caminarium (Wiedemann, 1828)
- P. ferrugineum (Macquart, 1838)
- P. fuliginosum (Wiedemann, 1821)
- P. funestum Loew, 1861
- P. haemorrhoum (Fabricius, 1805)
- P. indecorum Loew, 1866
- P. jungens Schiner, 1867
- P. leptogaster (Perty, 1833)
- P. lineata (Fabricius, 1781)
- P. loewi Artigas & Papavero, 1993
- P. macra Loew, 1861
- P. nigrum Macquart, 1838
- P. salti Bromley, 1929
- P. simile Scarbrough in Scarbrough & Perez-Gelabert, 2003
- P. testaceum (Fabricius, 1805)
- P. unicolor Loew, 1866